# Ольберслебен
Ольберслебен (нім. Olbersleben) — громада в Німеччині, розташована в землі Тюрингія. Входить до складу району Земмерда. Складова частина об'єднання громад Буттштедт.
Площа — 13,15 км2. Населення становить Невірний параметр metadata 16 068 038 ос. (станом на 31 грудня 2021).

## Галерея

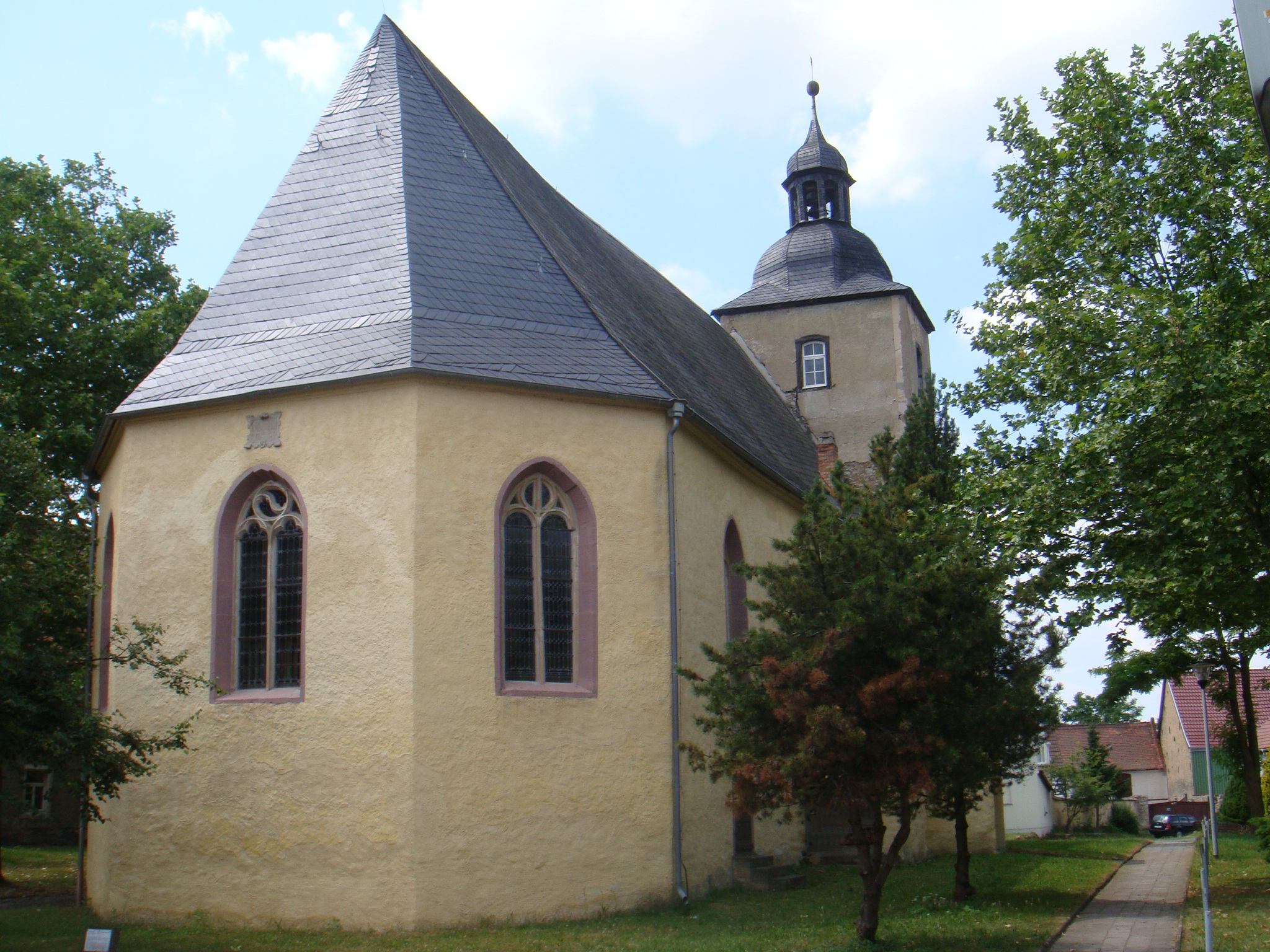
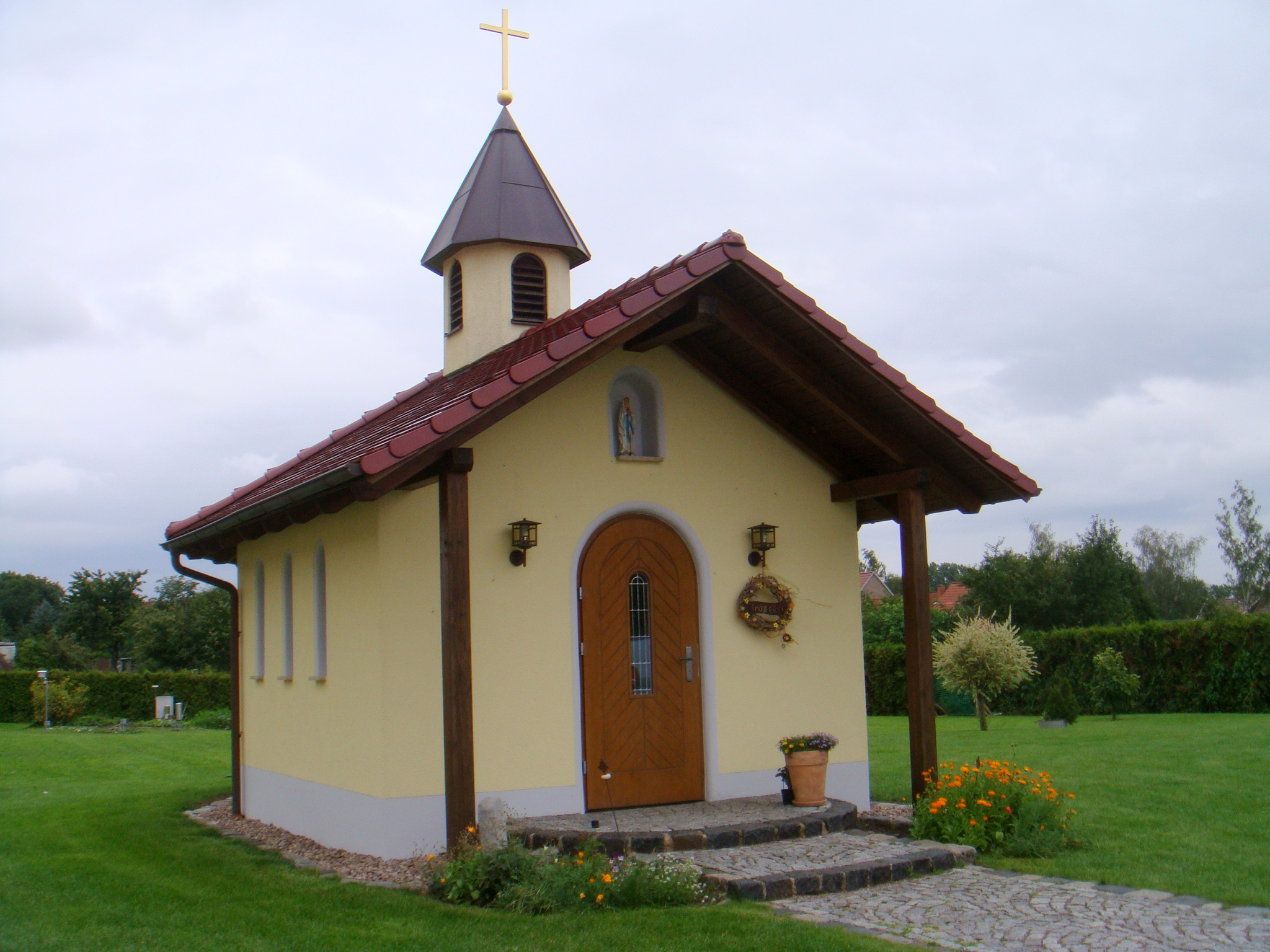